# Burggen
Burggen est une commune de Bavière (Allemagne), située dans l'arrondissement de Weilheim-Schongau, dans le district de Haute-Bavière.

## Situation
Burggen se trouve à 750 – 950 m. au-dessus de la mer et compte 1 630 habitants.
Burggen est située au Sud de Munich (à une heure de route), dans la région de l'Auerbergland, près de Bernbeuren.
Burggen est proche de la célèbre voie romaine, la Via Claudia Augusta, qui a servi au commerce d'Augsbourg à Vérone et Venise.
Points culminants : Tannenberg et Haslach.

## Histoire
La découverte de tombes témoigne d'un premier peuplement autour de l'année 550.
Le nom de Burggen est mentionné pour la première fois en 1188.

## Économie
2 494 ha, une surface utilisée principalement pour l'agriculture. Une laiterie est également présente.
Le tourisme est une activité importante en raison de la situation géographique, au pied des montagnes bavaroises.
De nombreux sentiers de randonnée balisées sont accessibles.

## À voir
Les principaux monuments à visiter sont :
- Pfarrkirche St Stephan
- L'ancienne église Ste Anna,
- Pfarrkirche St Oswald (Tannenberg, 1814-1826)

## Culture
Plus de 15 associations actives apportent à la commune une vie culturelle.
Le second dimanche de septembre, Burggen organisait une manifestation géante, d'importance régionale, la Fête du Cheval ou Rosstag.
C'était un véritable musée vivant de la vie d'autrefois : Plus de 300 chevaux, différents attelages, des costumes, plus de 15 000 visiteurs, des soirées et des animations.

## Jumelage
Burggen ( Bavière) et Nesmy (Vendée) sont deux communes jumelées depuis 1993.